# Liste des épisodes de Doug
Cet article présente la liste des épisodes de la série d'animation américaine Doug. La série est diffusée pour la première fois sur la chaîne télévisée Nickelodeon de 1991 à 1996. Une deuxième série, appelée Disney's Doug, est produite est diffusée par la ABC de Disney entre 1996 et 1999.

## Arc 1: Nickelodeon

### Saison 1: 1991
1. Doug à la chasse aux crapougnards (Doug Bags a Neematoad)
2. Doug ne sait pas danser / Doug le fugitif (Doug Can't Dance / Doug Gets Busted)
3. Doug et le chien amoureux / Doug a un gros nez (Doug's Dog's Date / Doug's Big Nose)
4. Doug scout / Doug et les betteraves (Doug Takes a Hike / Doug Rocks)
5. Doug et le spectacle extraordinaire / Doug n'est pas un voleur (Doug Can't Dig It / Doug Didn't Do It)
6. Doug maire de Bouffonville / Doug n'est pas un pantin (Doug is Mayor for a Day / Doug's No Dummy)
7. Doug à la rescousse / Doug a des chaussures géniales (Doug's Cool Shoes / Doug to the Rescue)
8. Doug chez le coiffeur / Doug et sa grand-mère (Doug Gets His Ears Lowered / Doug on the Wild Side)
9. Doug va à la pêche / Doug a besoin d'argent (Doug's Big Catch / Doug Needs Money)
10. Doug et le dessin / Doug a perdu son journal (Doug's Runaway Journal / Doug's Doodle)
11. Doug fait la cuisine / Doug a perdu Dale (Doug's Cookin / Doug Loses Dale)
12. Doug est Cailleman / Doug et les pulvérisateurs (Doug is Quailman / Doug Out in Left Field)
13. Doug à la fête foraine / Doug et le déménagement (Doug's Fair Lady / Doug Says Goodbye)

### Saison 2: 1992
1. Doug mène l'enquête / Doug chanteur de charme (Doug Takes the Case / Doug's Secret Song)
2. Doug bricole un cadeau / Doug seul contre tous (Doug's Got No Gift / Doug vs. the Klotzoid Zombies)
3. Doug a une admiratrice / Doug passe à la télé (Doug's Secret Admirer / Doug's on TV)
4. Doug dîne chez Patti / Doug et le nouveau (Doug's Dinner Date / Doug Meets Fentruck)
5. Doug fait du théâtre / Doug en plein cauchemar (Doug's on Stage / Doug's Worst Nightmare)
6. Doug, pilote de course / Doug seul dans la nuit (Doug's Derby Dilemma / Doug on His Own)
7. Doug super héros / Doug est un génie (Doug Saves Roger / Doug's Big News)
8. Doug à la rescousse / Doug fait la Une (Doug Battles the Rulemeister / Doug's a Genius)
9. Doug est un sale menteur / Doug danseur étoile (Doug's a Big Fat Liar / Doug Wears Tights)
10. Doug le trappeur / Doug impresario (Doug on the Trail / Doug Meets RoboBone)
11. Doug s'entraîne / Doug fait du cinéma (Doug Pumps Up / Doug Goes Hollywood)
12. Doug au concert du siècle / Doug a la dent dure (Doug's Hot Ticket / Doug's Dental Disaster)
13. Doug perd la boule / Doug tire le bon numéro (Doug's Lost Weekend / Doug's Lucky Hat)

### Saison 3: 1993
1. Doug garde le chat de Roger Doug / Doug et Patti détectives privés (Doug's Fat Cat / Doug and Patti P.I.)
2. Doug, esclave de Judy / Doug démolisseur de maison (Doug is Slave for a Day / Doug Rocks the House)
3. Doug et Stique, auteurs de BD / Doug au concours des animaux artistes (Doug's Comic Collaboration / Doug's Pet Capades)
4. Doug a l'angoisse du métier / Doug frappe d'un coup (Doug's Career Anxiety / Doug's Big Brawl)
5. Doug a un gros bouton / Doug et le cerf volant (Doug's Huge Zit / Doug Flies a Kite)
6. Doug et les jumeaux bizarres / Doug apprend à conduire à Judy (Doug and the Weird Kids / Doug's Behind the Wheel)
7. Doug et la remplaçante/ Doug joue au baseball (Doug's New Teacher / Doug on First)
8. Doug et le steak magique / Doug cinéaste (Doug's Cartoon / Doug's Monster Movie)
9. Doug super collectionneur de BD / Doug et la petite menteuse (Doug's Hot Property / Doug and the Little Liar)
10. Doug chef d'entreprise / Doug fait des cauchemars (Doug Inc. / Doug's Nightmare on Jumbo Street)
11. Doug et la thérapie de groupe /Doug et le hamburger héroïque (Doug's Shock Therapy / Doug is Hamburger Boy)
12. Doug et le frisbee siffleur / Doug monte un groupe (Doug and the Yard of Doom / Doug's Garage Band)
13. Doug et la guerre de la betterave / Doug magicien (Doug's Great Beet War / Doug's Magic Act)

### Saison 4: 1994
1. Doug sèche en math / Doug fait un exploit (Doug's Math Problem / Doug's Big Feat)
2. Doug soupçonné à tort / Doug a rendez-vous avec Patti (Doug's Bum Rap / Doug and Patti Sittin' in a Tree)
3. Doug fait du porte à porte / Doug fait pencher la balance (Doug Door-to-Door / Doug Tips the Scales)
4. Doug est à la mode / Doug guette le facteur (Doug En Vogue / Doug's Mail Order Mania)
5. Doug et le cadeau / Doug a un admirateur (Doug's Birthday Present / Doug's Fan Club)
6. Doug est candidat aux élections / Doug a de la chance (Doug Runs / Doug Clobbers Patti)
7. Doug et la chasse au trésor / Doug est jaloux (Doug's Treasure Hunt / Doug's Brainy Buddy)
8. Doug et la bicyclette / Doug a une baby-sitter (Doug Ripped Off! / Doug's Babysitter)
9. Doug trouve une fortune / Doug joue une pièce de Judy (Doug's in the Money / Doug's Sister Act)
10. Doug fait sa première boum / Doug joue au cow-boy (Doug Throws a Party / Doug Way Out West)
11. Doug diplômé / Doug part en vacances (Doug Graduates / Doug's Bad Trip)
12. Doug et le manoir hanté (Doug's Halloween Adventure)
13. Doug veut fêter Noël avec Fino (Doug's Christmas Story)

## Arc 2: Disney

### Saison 5: 1996-1997
1. Tout change (Doug's Last Birthday)
2. Nom d'un collège (Doug's New School)
3. Comment devenir un adulte (Doug Grows Up)
4. L'ours mal léché (Doug's Hoop Nightmare)
5. Interdit aux garçons (Doug: A Limited Corporation)
6. Pourquoi faire compliqué (Doug's in Debt)
7. L'exposé de Doug (Doug's Big Comeback)
8. Vous avez dit vampire (Doug's Bloody Buddy)
9. L'humour sauve toujours (Doug's Patti Beef)
10. Doug fait de la mise en scène (Doug Directs)
11. Les génies en herbe (Doug's Brain Drain)
12. Un film cauchemardesque (Doug's Movie Madness)
13. Ma famille contre la tienne (Doug: The Big Switch)
14. Un mal pour un bien (Doug Gets His Wish)
15. Un Noël pas comme les autres (Doug's Secret Christmas)
16. Un amour de petit chien (Doug's Hot Dog)
17. Un dessin pour un destin (Doug's Great Opportoonity)
18. La malédiction (Doug Gets a Roommate)
19. Le triomphe de la lecture (Doug Gets Booked)
20. Effets secondaires (Doug's Minor Catastrophe)
21. Un baiser très convoité (Doug's Big Panic)
22. À un cheveu près (Doug's Hairy Situation)
23. Judy et Doug baby-sitters (Doug: Oh, Baby)
24. Fino a disparu (Doug's Disappearing Dog)
25. La fresque murale (Doug's Mural Mania)
26. Rendez vous manqué (Doug on the Road)
27. Un succès monstre

### Saison 6: 1997-1998
1. Catastrophes naturelles
2. Le gros pot de mayonnaise
3. Cailleman et la caille noire
4. Judy, Judy, Judy
5. Le monstrophone
6. Une fête inoubliable
7. Doug les collectionne
8. Premier baiser

### Saison 7: 1998-1999
1. Rira bien qui rira le dernier
2. Doug surmonte sa peur
3. La famille caille contre saumon d'or
4. Arbitre malgré lui
5. Cauchemar
6. Devine qui vient dormir
7. Responsable et coupable
8. Mobilisation générale
9. Jalousie
10. Les amis du premier rang
11. Super héros contre casse-pieds
12. Cailleman contre Tapdur
13. Artistiquement vôtre
14. Un vieux copain
15. Fausse note
16. Le voleur de connaissances
17. Monsieur Dink se met en cinq
18. Cailleman s'arrache les cheveux
19. Fortune et infortune
20. Bête de scène
21. La tension monte chez les Mayonnaise
22. Betteraves en péril
23. Doug joue les rebelles
24. Cailleman contre le trio de la terreur
25. Amour quand tu nous tiens
26. La vengeance du prof caoutchouc
27. À la recherche du disque perdu
28. Petit héros deviendra grand
29. Recherche groupe désespérément
30. Mariage madness